# Eurycea bislineata
Eurycea bislineata (tên tiếng Anh: Northern Two-lined Salamander) là một loài kỳ giông thuộc họ Plethodontidae.
Loài này có ở Canada và Hoa Kỳ.
Môi trường sống tự nhiên của chúng là rừng ôn đới, vùng cây bụi ôn đới, sông ngòi, sông có nước theo mùa, đầm nước ngọt, suối nước ngọt, đất canh tác, và các vùng đô thị.

## Hình ảnh

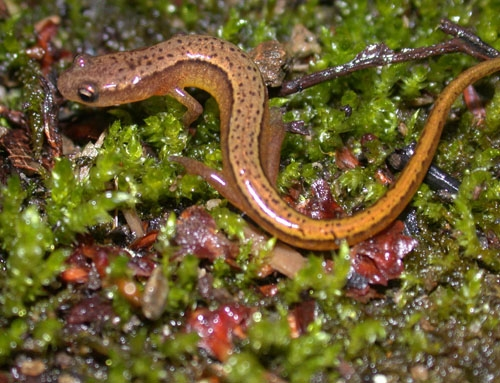
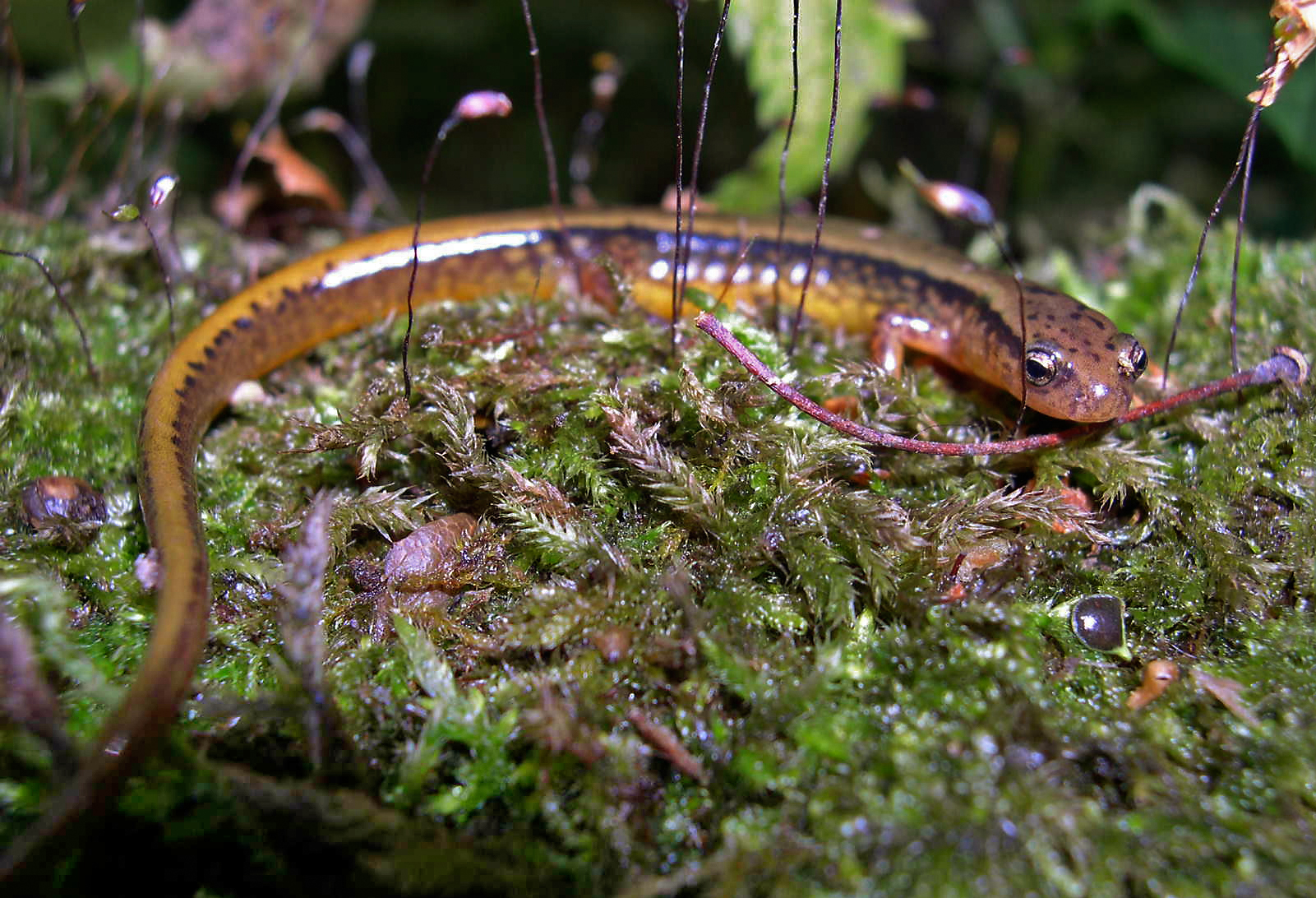
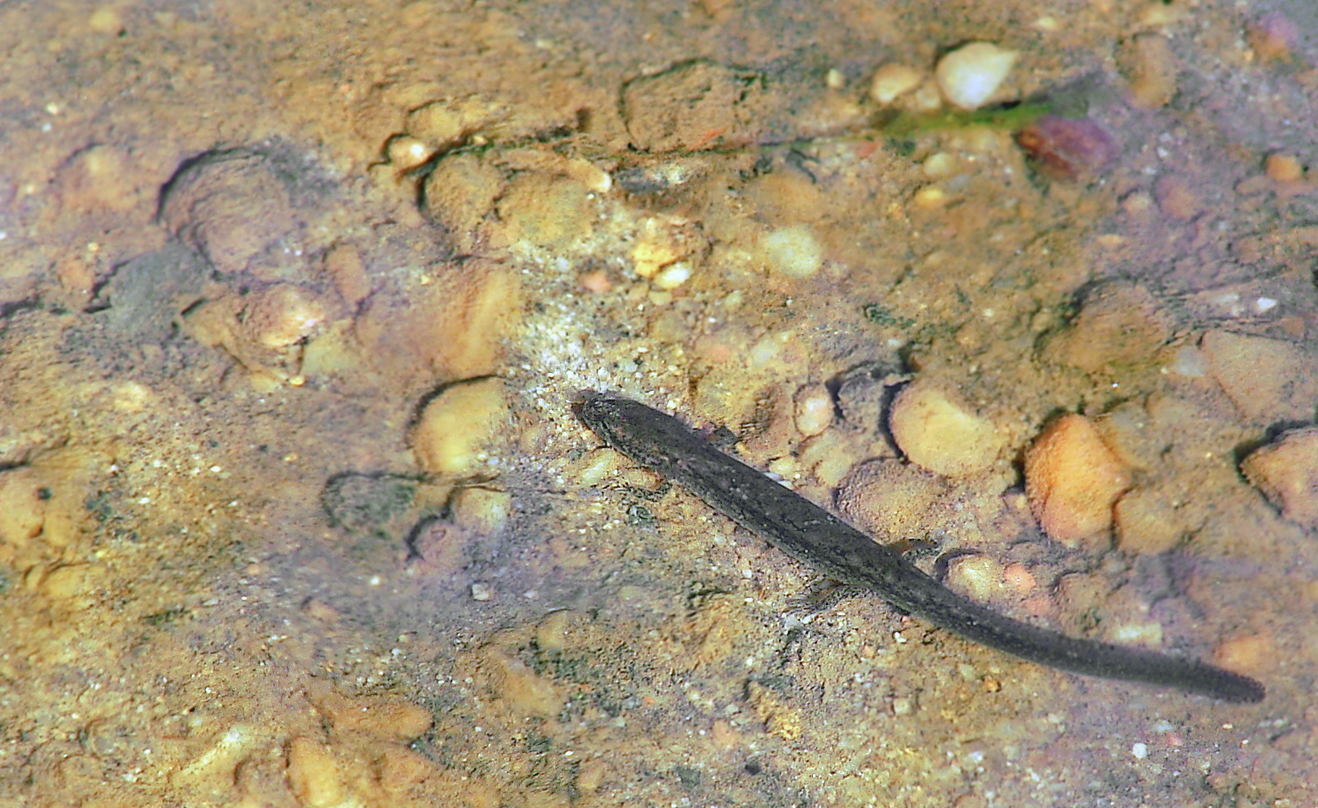
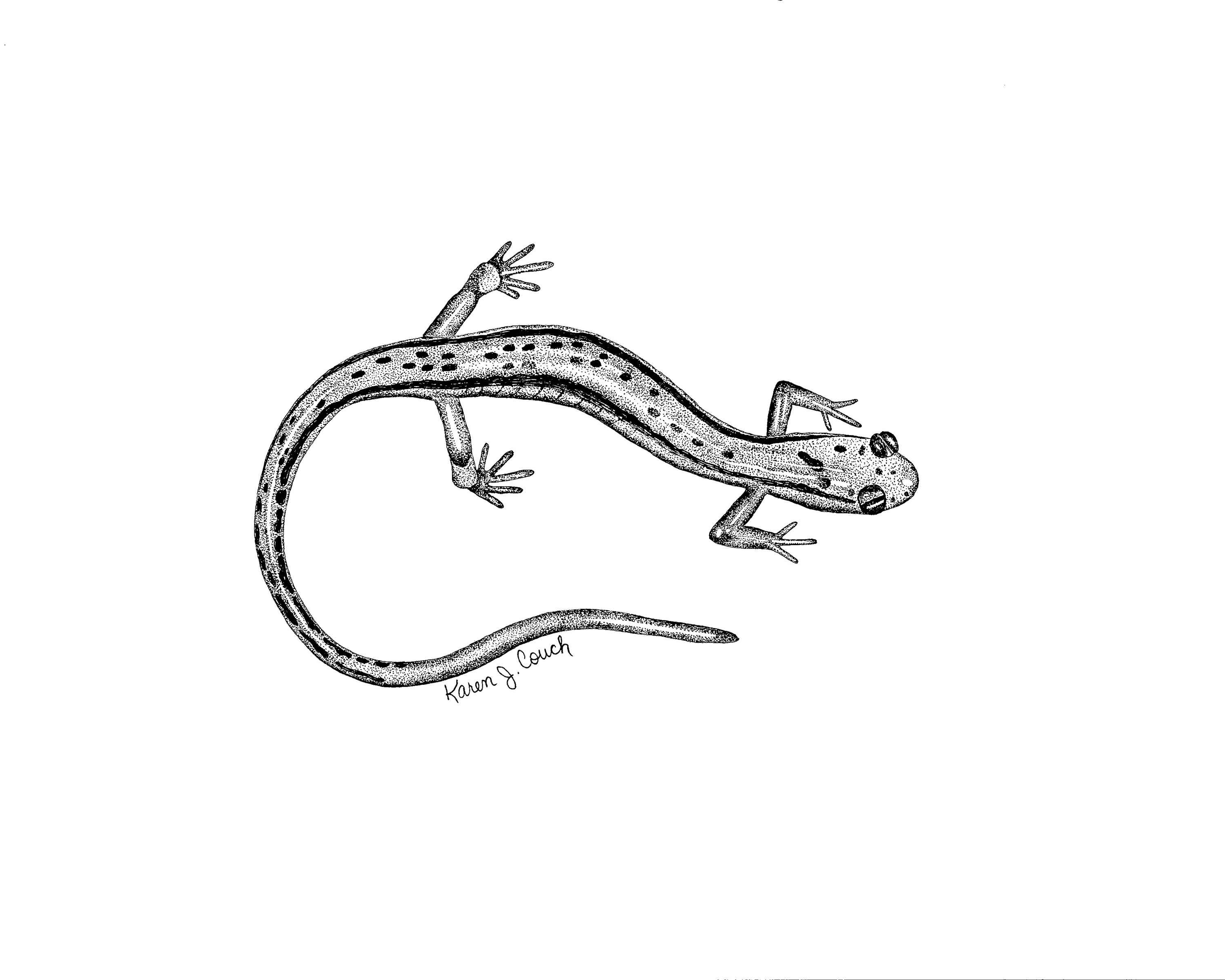